# Altamont (Oregon)
Altamont is een plaats (census-designated place) in de Amerikaanse staat Oregon, en valt bestuurlijk gezien onder Klamath County.

## Demografie
Bij de volkstelling in 2000 werd het aantal inwoners vastgesteld op 19.603.

## Geografie
Volgens het United States Census Bureau beslaat de plaats een oppervlakte van 22,6 km², geheel bestaande uit land. Altamont ligt op ongeveer 1268 m boven zeeniveau.

## Plaatsen in de nabije omgeving
De onderstaande figuur toont nabijgelegen plaatsen in een straal van 36 km rond Altamont.